# Gerrit Boon

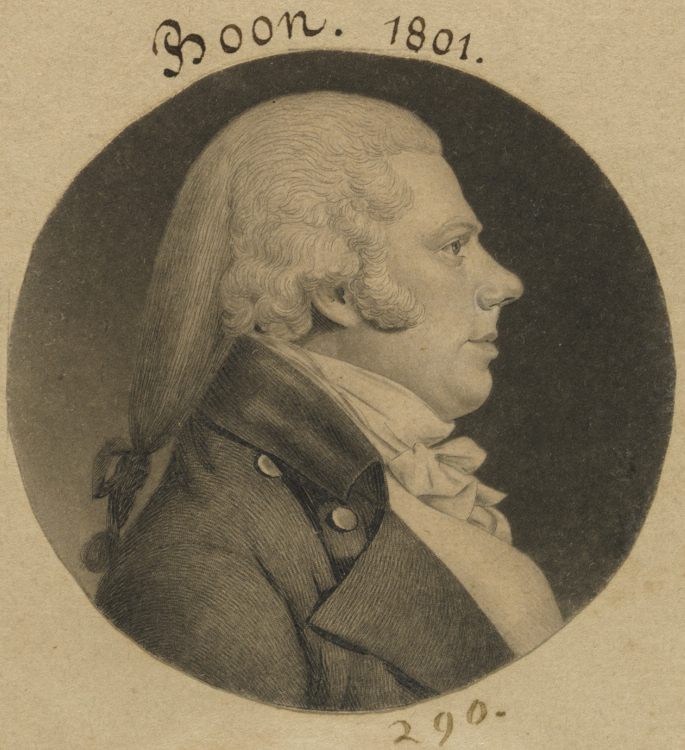

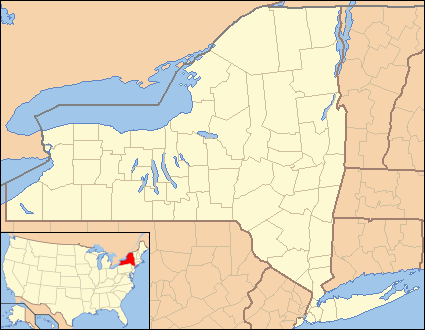
Kaart van de staat New York en de counties

Gerrit Boon (of Garrett Boon) (geboren in Goes volgens eigen zeggen, maar gedoopt in Delft, 15 mei 1768 – Gouda, 2 december 1821) was de zoon van een Lutherse predikant Johan Michiel Boon. Zijn vader studeerde theologie in Helmstedt en verhuisde in 1752 van Amersfoort naar Delft, maar in 1774 naar Rotterdam. Gerrit Boon werd betrokken bij het bedrijf van zijn zwager, toen zijn zuster trouwde met een Van Beeftingh, afkomstig uit een Rotterdamse familie van suikerraffinadeurs.
In 1790 werd hij door de Holland Land Company, opgezet door Wilhelm Willink, Nicolaas van Staphorst, Pieter van Eeghen, Hendrick Vollenhoven, en Rutger Jan Schimmelpenninck, uitgezonden naar de Verenigde Staten, samen met Jan Lincklaen. Boon werd ingezet bij de verkoop van land in de staat New York. Hij vestigde zich aanvankelijk in Trenton (New York), en legde de grondslagen voor het dorp Barneveld. Boon kreeg een budget van $30.000 om timmerlieden, metselaars en andere werklieden te huren en om een dorp voor welgestelden te creëren. Bovendien is zijn naam verbonden aan het dorp Boonville en de gelijknamige stad, beide in Oneida County (New York).
Sommige van zijn acties waren niet succesvol als gevolg van een gebrek aan kennis van de plaatselijke omstandigheden en misschien ook gewoon pech. Hij bouwde een dam en een molen, die beide werden weggespoeld. Hij geloofde dat het oogsten van ahornsiroop uit de talrijke esdoorns, om uit de ingekookte siroop vervolgens suiker te winnen, een activiteit was die het gehele jaar werk zou opleveren, zodat slavenarbeid op de suikerplantages vermeden kon worden.
In 1798 ging Boon terug naar Holland. Zijn assistent Adam Gerard Mappa werd als zijn opvolger benoemd. Mappa woonde in zijn huis tot 1809, tegenwoordig "Boon House" geheten. In 1804 trouwde Boon met de dochter van een Amsterdamse hoogleraar Hendrik Aeneae. Debora was de weduwe van Willem van Irhoven van Dam. Het echtpaar verhuisde kort na het huwelijk in Delft naar Rijswijk (Noord-Brabant) en vandaar naar Rotterdam. In 1813 woonde het echtpaar in Amsterdam aan het Singel, maar scheidde van tafel en bed. Gerrit verhuisde naar Heeswijk. Hij overleed in 1821 in Gouda.